# Otolejeunea changiana
Otolejeunea changiana là một loài Rêu trong họ Lejeuneaceae. Loài này được (Tixier) J.J. Engel & B.C. Tan mô tả khoa học đầu tiên năm 1986.